# Xaver Schlager
Xaver Schlager (Linz, 28 novembre 1997) è un calciatore austriaco, centrocampista del RB Lipsia e della nazionale austriaca.
Nell'estate del 2019 viene indicato dall'UEFA come uno dei 50 giovani più promettenti per la stagione 2019-2020.

## Caratteristiche tecniche
È un centrocampista versatile, dotato di un ottimo controllo di palla e abile nelle conclusioni, oltre a essere un giocatore combattivo in mezzo al campo e resistente fisicamente. Di piede mancino, il ruolo in cui si esprime al meglio è quello di regista, ma può essere schierato anche come mediano, trequartista e ala.

## Carriera

### Club
Cresciuto nelle giovanili del St. Valentin, nel 2009 si è trasferito al Salisburgo. ha mosso i primi passi tra i professionisti nel Liefering (squadra satellite del club della Red Bull), per poi affermarsi in prima squadra a Salisburgo, con cui ha debuttato l'11 maggio 2016.
Il 26 giugno 2019 viene acquistato dal Wolfsburg, firmando un contratto valido sino al 2023. Il 17 giugno 2022 viene acquistato dal Lipsia, cub con cui firma un contratto quadriennale.

### Nazionale
Dopo avere rappresentato le selezioni giovanili austriache, il 13 marzo 2018 riceve la sua prima convocazione in nazionale maggiore. Dieci giorni dopo esordisce in amichevole contro la Slovenia.
Nel 2021 viene convocato per gli Europei nel 2021, scendendo in campo in tutte e quattro le partite giocate dalla nazionale austriaca eliminata dall'Italia ai supplementari agli ottavi.

## Statistiche

### Presenze e reti nei club
Statistiche aggiornate al 20 aprile 2025.
| Stagione          | Squadra           | Campionato        | Campionato | Campionato | Coppe nazionali | Coppe nazionali | Coppe nazionali | Coppe continentali | Coppe continentali | Coppe continentali | Altre coppe | Altre coppe | Altre coppe | Totale | Totale | Totale |
| Stagione          | Squadra           | Comp              | Pres       | Reti       | Comp            | Pres            | Reti            | Comp               | Pres               | Reti               | Comp        | Pres        | Reti        | Pres   | Reti   |        |
| ----------------- | ----------------- | ----------------- | ---------- | ---------- | --------------- | --------------- | --------------- | ------------------ | ------------------ | ------------------ | ----------- | ----------- | ----------- | ------ | ------ | ------ |
| feb.-mag. 2015    | Liefering         | EL                | 11         | 0          | -               | -               | -               | -                  | -                  | -                  | -           | -           | -           | 11     | 0      |        |
| 2015-2016         | Liefering         | EL                | 22         | 3          | -               | -               | -               | -                  | -                  | -                  | -           | -           | -           | 22     | 3      |        |
| 2016-2017         | Liefering         | EL                | 11         | 4          | -               | -               | -               | -                  | -                  | -                  | -           | -           | -           | 11     | 4      |        |
| ago. 2017         | Liefering         | EL                | 2          | 0          | -               | -               | -               | -                  | -                  | -                  | -           | -           | -           | 2      | 0      |        |
| Totale Liefering  | Totale Liefering  | Totale Liefering  | 46         | 7          |                 | -               | -               |                    | -                  | -                  |             | -           | -           | 46     | 7      |        |
| 2015-2016         | Salisburgo        | BL                | 2          | 0          | CA              | 0               | 0               | UCL                | -                  | -                  | -           | -           | -           | 2      | 0      |        |
| 2016-2017         | Salisburgo        | BL                | 13         | 1          | CA              | 2               | 0               | UCL+UEL            | 0+2                | 0+1                | -           | -           | -           | 17     | 2      |        |
| 2017-2018         | Salisburgo        | BL                | 23         | 1          | CA              | 3               | 0               | UCL+UEL            | 0+14               | 0                  | -           | -           | -           | 40     | 1      |        |
| 2018-2019         | Salisburgo        | BL                | 26         | 5          | CA              | 6               | 2               | UCL+UEL            | 4+8                | 0+1                |             |             |             | 44     | 8      |        |
| Totale Salisburgo | Totale Salisburgo | Totale Salisburgo | 64         | 7          |                 | 11              | 2               |                    | 28                 | 2                  |             | -           | -           | 103    | 11     |        |
| 2019-2020         | Wolfsburg         | BL                | 23         | 1          | CG              | 0               | 0               | UEL                | 5                  | 0                  | -           | -           | -           | 28     | 1      |        |
| 2020-2021         | Wolfsburg         | BL                | 32         | 2          | CG              | 3               | 0               | UEL                | 3                  | 0                  | -           | -           | -           | 38     | 2      |        |
| 2021-2022         | Wolfsburg         | BL                | 14         | 0          | CG              | 1               | 0               | UCL                | 0                  | 0                  | -           | -           | -           | 15     | 0      |        |
| Totale Wolfsburg  | Totale Wolfsburg  | Totale Wolfsburg  | 69         | 3          |                 | 4               | 0               |                    | 8                  | 0                  |             | -           | -           | 101    | 3      |        |
| 2022-2023         | RB Lipsia         | BL                | 22         | 1          | CG              | 4               | 0               | UCL                | 7                  | 0                  | -           | -           | -           | 33     | 1      |        |
| 2023-2024         | RB Lipsia         | BL                | 29         | 0          | CG              | 2               | 0               | UCL                | 8                  | 1                  | SG          | 1           | 0           | 40     | 1      |        |
| 2024-2025         | RB Lipsia         | BL                | 4          | 0          | CG              | 1               | 0               | UCL                | 0                  | 0                  | -           | -           | -           | 5      | 0      |        |
| Totale Lipsia     | Totale Lipsia     | Totale Lipsia     | 55         | 1          |                 | 7               | 0               |                    | 15                 | 1                  |             | 1           | 0           | 78     | 2      |        |
| Totale carriera   | Totale carriera   | Totale carriera   | 234        | 18         |                 | 22              | 2               |                    | 51                 | 3                  |             | 1           | 0           | 308    | 23     |        |

### Cronologia presenze e reti in nazionale
| Cronologia completa delle presenze e delle reti in nazionale ― Austria | Cronologia completa delle presenze e delle reti in nazionale ― Austria | Cronologia completa delle presenze e delle reti in nazionale ― Austria | Cronologia completa delle presenze e delle reti in nazionale ― Austria | Cronologia completa delle presenze e delle reti in nazionale ― Austria | Cronologia completa delle presenze e delle reti in nazionale ― Austria | Cronologia completa delle presenze e delle reti in nazionale ― Austria | Cronologia completa delle presenze e delle reti in nazionale ― Austria |
| Data                                                                   | Città                                                                  | In casa                                                                | Risultato                                                              | Ospiti                                                                 | Competizione                                                           | Reti                                                                   | Note                                                                   |
| ---------------------------------------------------------------------- | ---------------------------------------------------------------------- | ---------------------------------------------------------------------- | ---------------------------------------------------------------------- | ---------------------------------------------------------------------- | ---------------------------------------------------------------------- | ---------------------------------------------------------------------- | ---------------------------------------------------------------------- |
| 23-3-2018                                                              | Klagenfurt am Wörthersee                                               | Austria                                                                | 3 – 0                                                                  | Slovenia                                                               | Amichevole                                                             | -                                                                      | 90’                                                                    |
| 27-3-2018                                                              | Lussemburgo                                                            | Lussemburgo                                                            | 0 – 4                                                                  | Austria                                                                | Amichevole                                                             | -                                                                      | 65’                                                                    |
| 30-5-2018                                                              | Innsbruck                                                              | Austria                                                                | 1 – 0                                                                  | Russia                                                                 | Amichevole                                                             | -                                                                      | 72’                                                                    |
| 10-6-2018                                                              | Vienna                                                                 | Austria                                                                | 0 – 3                                                                  | Brasile                                                                | Amichevole                                                             | -                                                                      | 68’                                                                    |
| 6-9-2018                                                               | Praga                                                                  | Austria                                                                | 2 – 0                                                                  | Svezia                                                                 | Amichevole                                                             | -                                                                      | 81’                                                                    |
| 16-10-2018                                                             | Herning                                                                | Danimarca                                                              | 2 – 0                                                                  | Austria                                                                | Amichevole                                                             | -                                                                      | 36’                                                                    |
| 15-11-2018                                                             | Vienna                                                                 | Austria                                                                | 0 – 0                                                                  | Bosnia ed Erzegovina                                                   | UEFA Nations League 2018-2019 - 1º turno                               | -                                                                      | 46’                                                                    |
| 18-11-2018                                                             | Belfast                                                                | Irlanda del Nord                                                       | 1 – 2                                                                  | Austria                                                                | UEFA Nations League 2018-2019 - 1º turno                               | 1                                                                      |                                                                        |
| 24-3-2019                                                              | Haifa                                                                  | Israele                                                                | 4 – 2                                                                  | Austria                                                                | Qual. Euro 2020                                                        | -                                                                      | 61’                                                                    |
| 7-6-2019                                                               | Vienna                                                                 | Austria                                                                | 1 – 0                                                                  | Slovenia                                                               | Qual. Euro 2020                                                        | -                                                                      |                                                                        |
| 10-6-2019                                                              | Skopje                                                                 | Macedonia del Nord                                                     | 1 – 4                                                                  | Austria                                                                | Qual. Euro 2020                                                        | -                                                                      |                                                                        |
| 4-9-2020                                                               | Oslo                                                                   | Norvegia                                                               | 1 – 2                                                                  | Austria                                                                | UEFA Nations League 2020-2021 - 1º turno                               | -                                                                      |                                                                        |
| 7-9-2020                                                               | Vienna                                                                 | Austria                                                                | 2 – 3                                                                  | Romania                                                                | UEFA Nations League 2020-2021 - 1º turno                               | -                                                                      |                                                                        |
| 11-10-2020                                                             | Belfast                                                                | Irlanda del Nord                                                       | 0 – 1                                                                  | Austria                                                                | UEFA Nations League 2020-2021 - 1º turno                               | -                                                                      |                                                                        |
| 14-10-2020                                                             | Ploiești                                                               | Romania                                                                | 0 – 1                                                                  | Austria                                                                | UEFA Nations League 2020-2021 - 1º turno                               | -                                                                      |                                                                        |
| 15-11-2020                                                             | Vienna                                                                 | Austria                                                                | 2 – 1                                                                  | Irlanda del Nord                                                       | UEFA Nations League 2020-2021 - 1º turno                               | -                                                                      |                                                                        |
| 18-11-2020                                                             | Vienna                                                                 | Austria                                                                | 1 – 1                                                                  | Norvegia                                                               | UEFA Nations League 2020-2021 - 1º turno                               | -                                                                      | 65’                                                                    |
| 25-3-2021                                                              | Glasgow                                                                | Scozia                                                                 | 2 – 2                                                                  | Austria                                                                | Qual. Mondiali 2022                                                    | -                                                                      |                                                                        |
| 31-3-2021                                                              | Vienna                                                                 | Austria                                                                | 0 – 4                                                                  | Danimarca                                                              | Qual. Mondiali 2022                                                    | -                                                                      | 74’                                                                    |
| 2-6-2021                                                               | Middlesbrough                                                          | Inghilterra                                                            | 1 – 0                                                                  | Austria                                                                | Amichevole                                                             | -                                                                      | 20’ 81’                                                                |
| 13-6-2021                                                              | Bucarest                                                               | Austria                                                                | 3 – 1                                                                  | Macedonia del Nord                                                     | Euro 2020 - 1º turno                                                   | -                                                                      | 90+4’                                                                  |
| 17-6-2021                                                              | Amsterdam                                                              | Paesi Bassi                                                            | 2 – 0                                                                  | Austria                                                                | Euro 2020 - 1º turno                                                   | -                                                                      | 84’                                                                    |
| 21-6-2021                                                              | Bucarest                                                               | Ucraina                                                                | 0 – 1                                                                  | Austria                                                                | Euro 2020 - 1º turno                                                   | -                                                                      |                                                                        |
| 26-6-2021                                                              | Londra                                                                 | Italia                                                                 | 2 – 1 dts                                                              | Austria                                                                | Euro 2020 - Ottavi di finale                                           | -                                                                      | 106’                                                                   |
| 24-3-2022                                                              | Cardiff                                                                | Galles                                                                 | 2 – 1                                                                  | Austria                                                                | Qual. Mondiali 2022                                                    | -                                                                      | 77’                                                                    |
| 3-6-2022                                                               | Osijek                                                                 | Croazia                                                                | 0 – 3                                                                  | Austria                                                                | UEFA Nations League 2022-2023 - 1º turno                               | -                                                                      | 30’                                                                    |
| 6-6-2022                                                               | Vienna                                                                 | Austria                                                                | 1 – 2                                                                  | Danimarca                                                              | UEFA Nations League 2022-2023 - 1º turno                               | 1                                                                      |                                                                        |
| 10-6-2022                                                              | Vienna                                                                 | Austria                                                                | 1 – 1                                                                  | Francia                                                                | UEFA Nations League 2022-2023 - 1º turno                               | -                                                                      |                                                                        |
| 13-6-2022                                                              | Copenaghen                                                             | Danimarca                                                              | 2 – 0                                                                  | Austria                                                                | UEFA Nations League 2022-2023 - 1º turno                               | -                                                                      | 46’                                                                    |
| 22-9-2022                                                              | Saint-Denis                                                            | Francia                                                                | 2 – 0                                                                  | Austria                                                                | UEFA Nations League 2022-2023 - 1º turno                               | -                                                                      |                                                                        |
| 25-9-2022                                                              | Vienna                                                                 | Austria                                                                | 1 – 3                                                                  | Croazia                                                                | UEFA Nations League 2022-2023 - 1º turno                               | -                                                                      |                                                                        |
| 16-11-2022                                                             | Malaga                                                                 | Andorra                                                                | 0 – 1                                                                  | Austria                                                                | Amichevole                                                             | -                                                                      | 46’                                                                    |
| 20-11-2022                                                             | Vienna                                                                 | Austria                                                                | 2 – 0                                                                  | Italia                                                                 | Amichevole                                                             | 1                                                                      |                                                                        |
| 17-6-2023                                                              | Bruxelles                                                              | Belgio                                                                 | 1 – 1                                                                  | Austria                                                                | Qual. Euro 2024                                                        | -                                                                      | 68’ 87’                                                                |
| 20-6-2023                                                              | Vienna                                                                 | Austria                                                                | 2 – 0                                                                  | Svezia                                                                 | Qual. Euro 2024                                                        | -                                                                      | 71’                                                                    |
| 7-9-2023                                                               | Linz                                                                   | Austria                                                                | 1 – 1                                                                  | Moldavia                                                               | Amichevole                                                             | -                                                                      | 46’                                                                    |
| 12-9-2023                                                              | Solna                                                                  | Svezia                                                                 | 1 – 3                                                                  | Austria                                                                | Qual. Euro 2024                                                        | -                                                                      | 87’                                                                    |
| 13-10-2023                                                             | Vienna                                                                 | Austria                                                                | 2 – 3                                                                  | Belgio                                                                 | Qual. Euro 2024                                                        | -                                                                      |                                                                        |
| 16-10-2023                                                             | Baku                                                                   | Azerbaigian                                                            | 0 – 1                                                                  | Austria                                                                | Qual. Euro 2024                                                        | -                                                                      |                                                                        |
| 16-11-2023                                                             | Tallinn                                                                | Estonia                                                                | 0 – 2                                                                  | Austria                                                                | Qual. Euro 2024                                                        | -                                                                      | 76’                                                                    |
| 21-11-2023                                                             | Vienna                                                                 | Austria                                                                | 2 – 0                                                                  | Germania                                                               | Amichevole                                                             | -                                                                      |                                                                        |
| 23-3-2024                                                              | Bratislava                                                             | Slovacchia                                                             | 0 – 2                                                                  | Austria                                                                | Amichevole                                                             | -                                                                      | 46’                                                                    |
| 26-3-2024                                                              | Vienna                                                                 | Austria                                                                | 6 – 1                                                                  | Turchia                                                                | Amichevole                                                             | 1                                                                      |                                                                        |
| 20-3-2025                                                              | Vienna                                                                 | Austria                                                                | 1 – 1                                                                  | Serbia                                                                 | UEFA Nations League 2024-2025 - Play-out                               | -                                                                      | 77’                                                                    |
| 7-6-2025                                                               | Vienna                                                                 | Austria                                                                | 2 – 1                                                                  | Romania                                                                | Qual. Mondiali 2026                                                    | -                                                                      | 81’                                                                    |
| Totale                                                                 |                                                                        | Presenze                                                               | 45                                                                     |                                                                        | Reti                                                                   | 4                                                                      |                                                                        |

## Palmarès

### Club

#### Competizioni giovanili
- UEFA Youth League: 1

Salisburgo: 2016-2017

#### Competizioni nazionali
- Campionato austriaco: 4

Salisburgo: 2015-2016, 2016-2017, 2017-2018, 2018-2019
- Coppa d'Austria: 3

Salisburgo: 2015-2016, 2016-2017, 2018-2019
- Coppa di Germania: 1

Lipsia: 2022-2023
- Supercoppa di Germania: 1

RB Lipsia: 2023